# Argyrolepidia neurogramma
Argyrolepidia neurogramma är en fjärilsart som beskrevs av Edward Meyrick 1889. Argyrolepidia neurogramma ingår i släktet Argyrolepidia och familjen nattflyn. Inga underarter finns listade i Catalogue of Life.